# Gerbamont
Gerbamont  est une commune française du Massif des Vosges située dans le département des Vosges, en région Grand Est. Elle appartient à l'aire urbaine de La Bresse. Elle fait partie de la Communauté de communes des Hautes Vosges.
Ses habitants sont appelés les Gerbamontois .

## Géographie

### Localisation

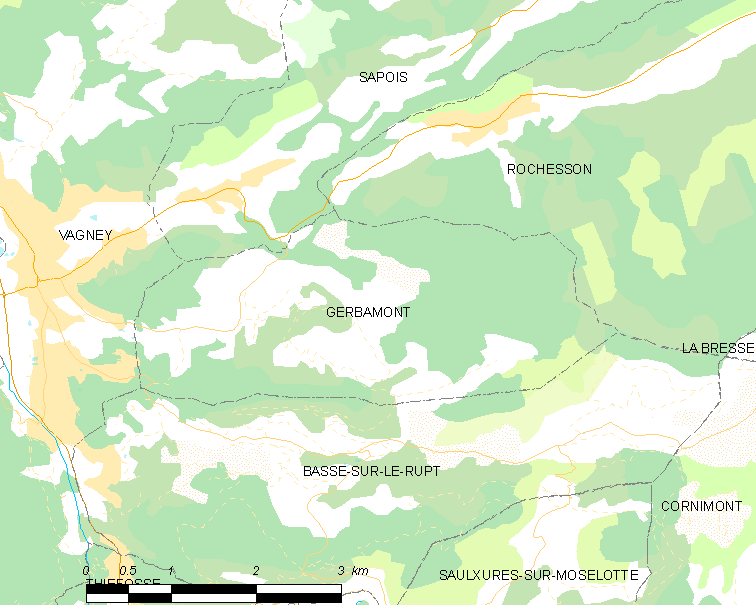
Situation géographique de Gerbamont.

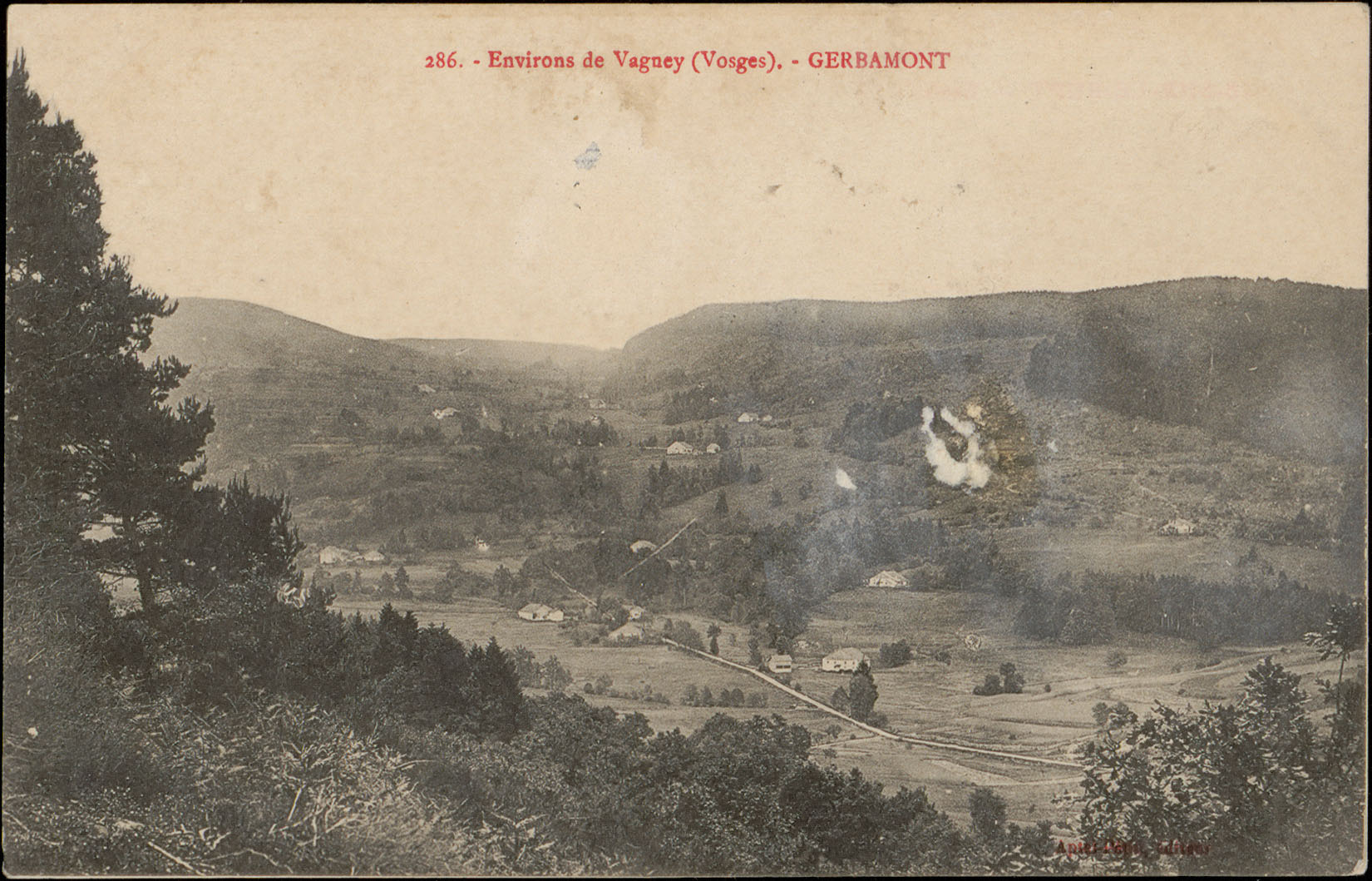
Paysage de Gerbamont.

Gerbamont est une petite commune du massif des Vosges, nichée dans une cuvette entre les vallées de la Moselotte et du Bouchot. Elle est située à 2 km à l'est de Vagney dont elle est séparée par la colline du Mettey (622 m). 

### Géologie et relief
L'habitat se disperse dans la vallée, entre 450  et   500 mètres d'altitude, en divers lieudits : Lejole, la Bruche, le Théâtre, la Fouillée…
Le relief s'élève progressivement vers l'est pour atteindre 1 023 m aux Roches Saint-Jacques et 1 008 m à la Piquante Pierre, haut lieu de la Résistance du Maquis des Vosges, partagé avec Basse-sur-le-Rupt. Plusieurs ruisseaux y naissent : la Peute Goutte, la Goutte Mathias…
Gerbamont est l'une des 201 communes réparties sur quatre départements : les Vosges, le Haut-Rhin, le Territoire de Belfort et la Haute-Saône du parc naturel régional des Ballons des Vosges.
| Sapois |                   | Rochesson |
| Vagney | Gerbamont         |           |
|        | Basse-sur-le-Rupt |           |

### Hydrographie et les eaux souterraines
Hydrogéologie et climatologie : Système d’information pour la gestion des eaux souterraines du bassin Rhin-Meuse :
Territoire communal : Occupation du sol (Corinne Land Cover); Cours d'eau (BD Carthage),
Géologie : Carte géologique; Coupes géologiques et techniques,
 Hydrogéologie : Masses d'eau souterraine; BD Lisa; Cartes piézométriques.
La commune est située dans le bassin versant du Rhin au sein du bassin Rhin-Meuse. Elle est drainée par le Bouchot, la goutte Herray, la Goutte Mathias et la Petite Goutte,.
Le Bouchot, d'une longueur totale de 18,1 km, prend sa source dans la commune de Gérardmer et se jette  dans la Moselotte au Syndicat, après avoir traversé six communes.

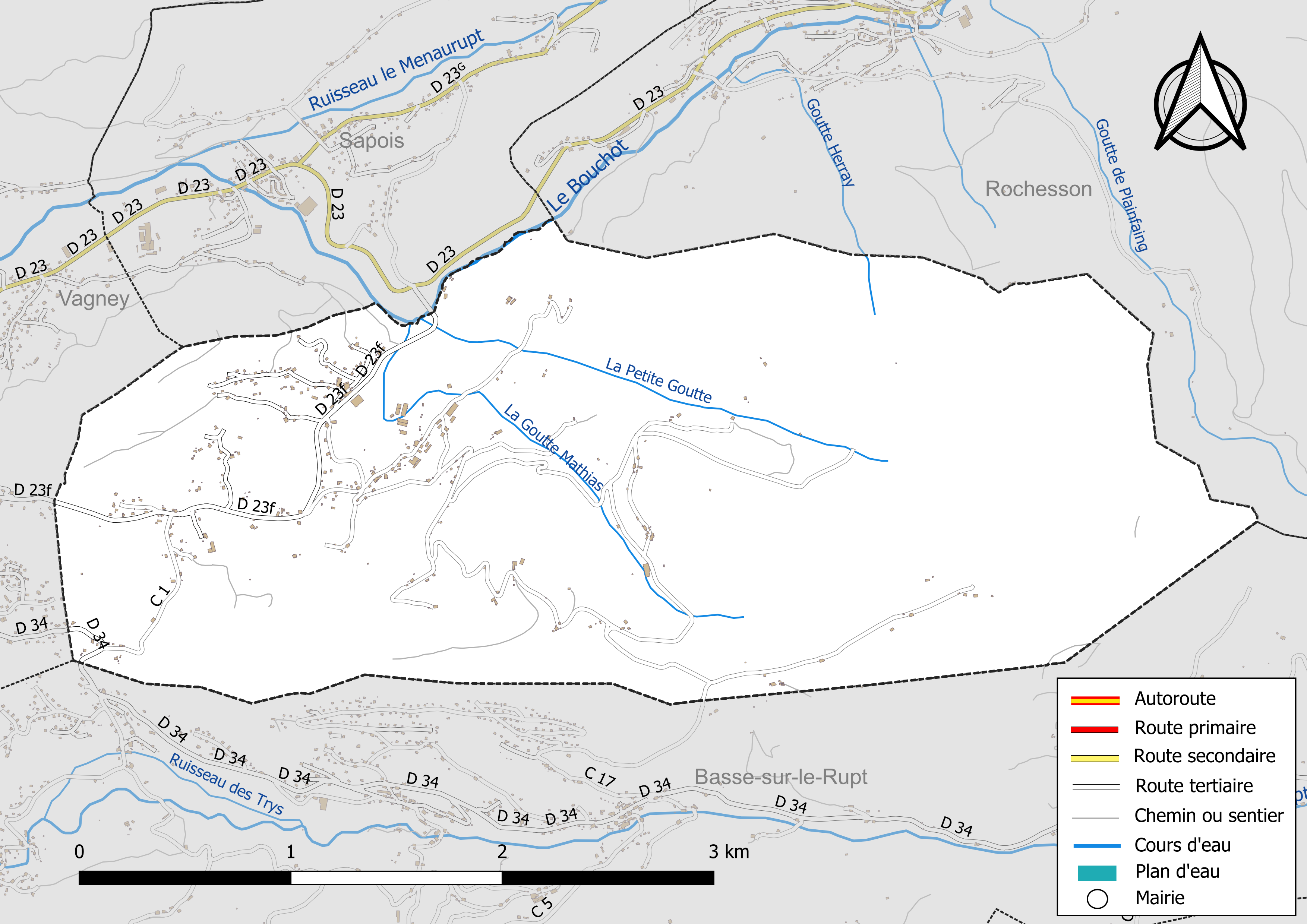
Réseaux hydrographique et routier de Gerbamont.

La qualité des eaux de baignade et des cours d’eau peut être consultée sur un site dédié géré par les agences de l’eau et l’Agence française pour la biodiversité.

### Climat
Pour des articles plus généraux, voir Climat du Grand Est et Climat des Vosges.
En 2010, le climat de la commune est de type climat de montagne, selon une étude du Centre national de la recherche scientifique s'appuyant sur une série de données couvrant la période 1971-2000. En 2020, Météo-France publie une typologie des climats de la France métropolitaine dans laquelle la commune est exposée à un climat semi-continental et est dans la région climatique  Vosges, caractérisée par une pluviométrie très élevée (1 500 à 2 000 mm/an) en toutes saisons et un hiver rude (moins de 1 °C). 
Pour la période 1971-2000, la température annuelle moyenne est de 8,4 °C, avec une amplitude thermique annuelle de 16,7 °C. Le cumul annuel moyen de précipitations est de 1 627 mm, avec 13,5 jours de précipitations en janvier et 11,6 jours en juillet. Pour la période 1991-2020, la température moyenne annuelle observée sur la station météorologique de Météo-France la plus proche, « Basse-s-l-rupt », sur la commune de Basse-sur-le-Rupt à 2 km à vol d'oiseau, est de 10,7 °C et le cumul annuel moyen de précipitations est de 1 551,6 mm. 
La température maximale relevée sur cette station est de 39,3 °C, atteinte le 25 juillet 2019 ; la température minimale est de −18,1 °C, atteinte le 1er mars 2005,,. 
Les paramètres climatiques de la commune ont été estimés pour le milieu du siècle (2041-2070) selon différents scénarios d'émission de gaz à effet de serre à partir des nouvelles projections climatiques de référence DRIAS-2020. Ils sont consultables sur un site dédié publié par Météo-France en novembre 2022.

### Sismicité
Commune située dans une zone 3 de sismicité modérée.

## Urbanisme

### Typologie
Au 1er janvier 2024, Gerbamont est catégorisée commune rurale à habitat dispersé, selon la nouvelle grille communale de densité à sept niveaux définie par l'Insee en 2022.
Elle appartient à l'unité urbaine de Vagney, une agglomération intra-départementale regroupant dix  communes, dont elle est une commune de la banlieue,,. La commune est en outre hors attraction des villes,.

### Occupation des sols
L'occupation des sols de la commune, telle qu'elle ressort de la base de données européenne d’occupation biophysique des sols Corine Land Cover (CLC), est marquée par l'importance des forêts et milieux semi-naturels (62,7 % en 2018), en augmentation par rapport à 1990 (61,7 %). La répartition détaillée en 2018 est la suivante : 
forêts (59,7 %), prairies (30,8 %), zones agricoles hétérogènes (3,3 %), zones urbanisées (3,2 %), milieux à végétation arbustive et/ou herbacée (2,9 %). L'évolution de l’occupation des sols de la commune et de ses infrastructures peut être observée sur les différentes représentations cartographiques du territoire : la carte de Cassini (XVIIIe siècle), la carte d'état-major (1820-1866) et les cartes ou photos aériennes de l'IGN pour la période actuelle (1950 à aujourd'hui).

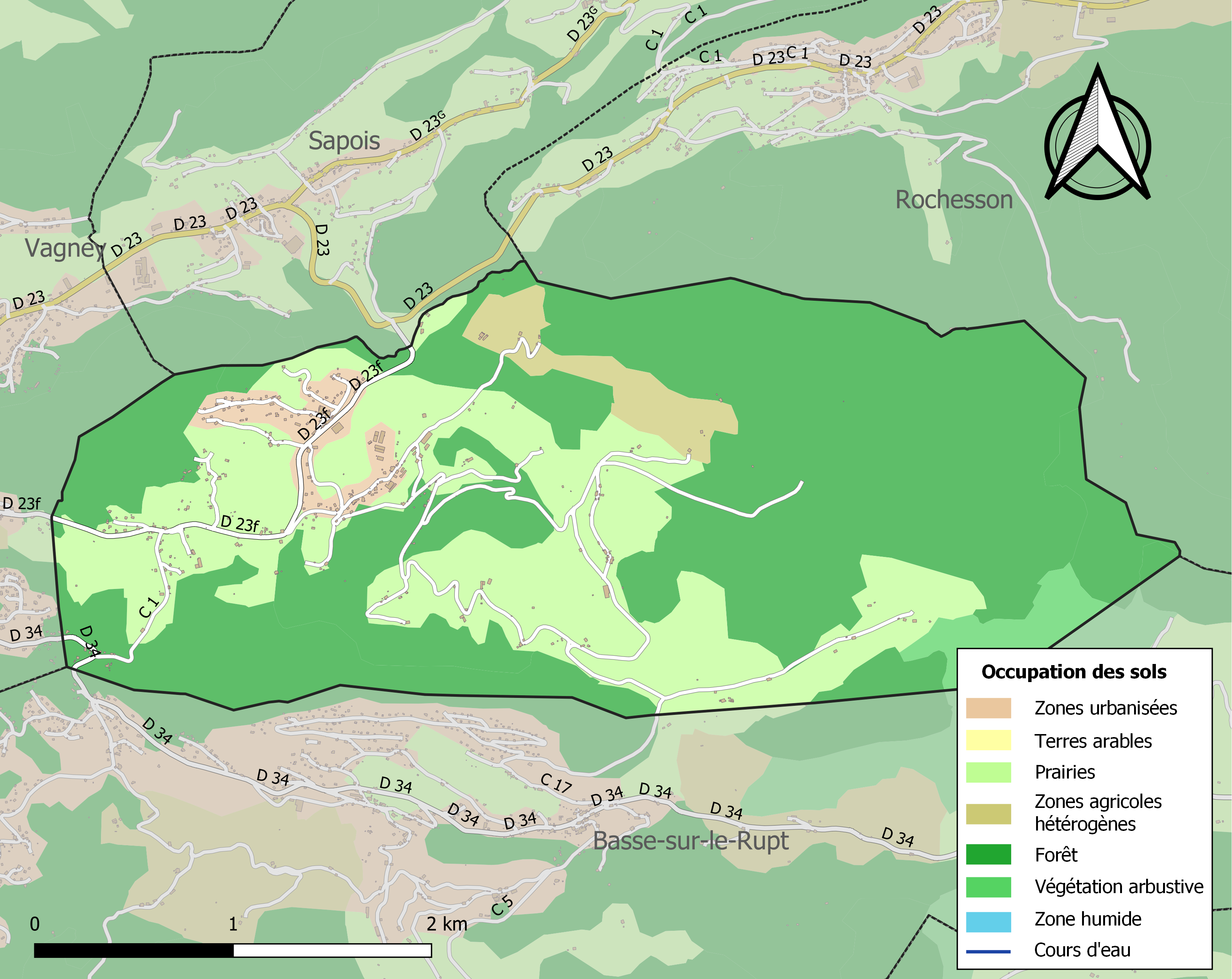
Carte des infrastructures et de l'occupation des sols de la commune en 2018 (CLC).

### Voies de communications et transports

#### Voies routières

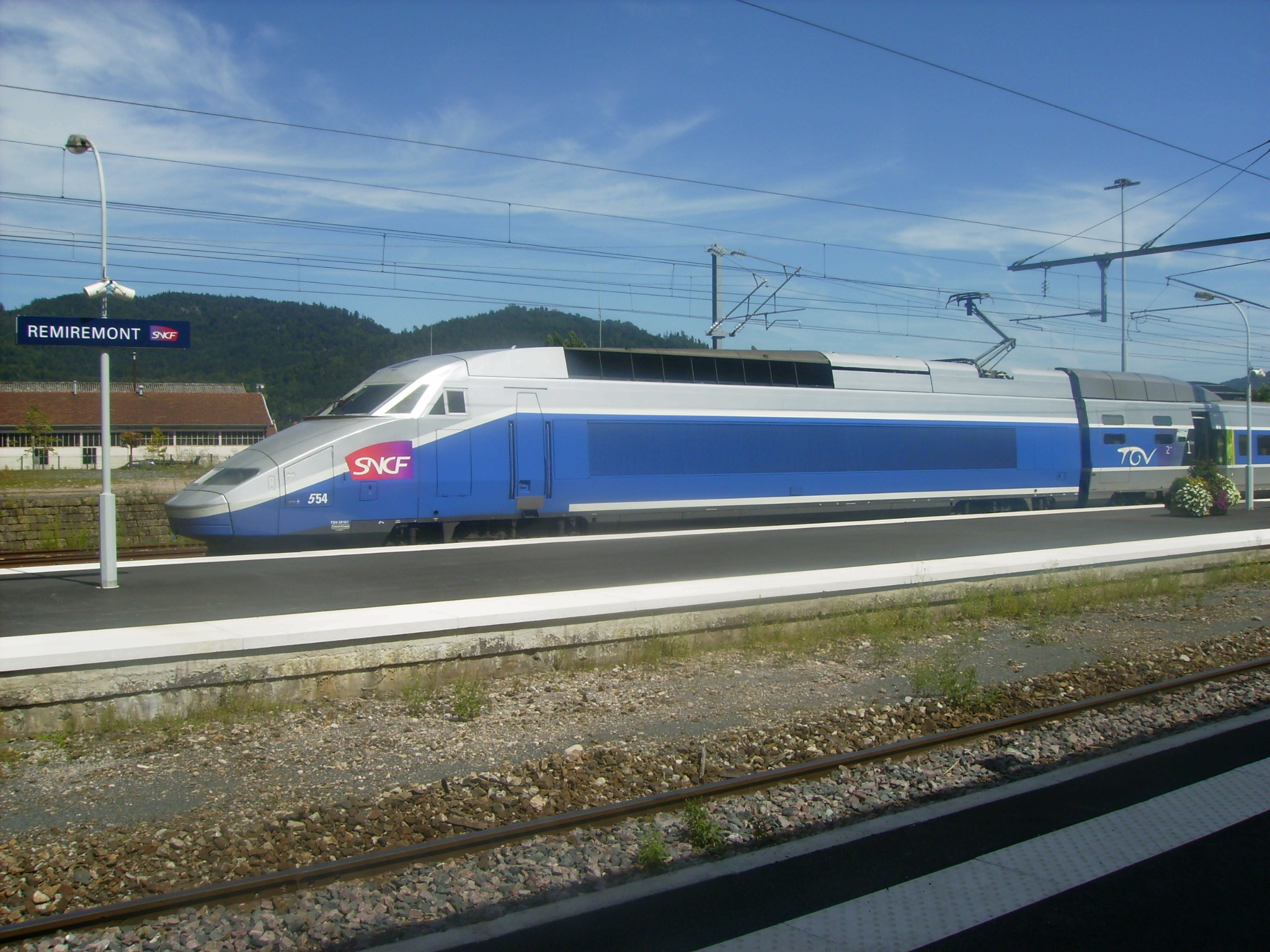
Gare desservie par le TGV et des trains TER Grand Est.

- D23f vers Vagney[18].
- D23 vers Sapois.
- D43 > D417 vers Remiremont.

#### Transports en commun
- Fluo Grand Est.

#### Lignes SNCF
- Gare de Remiremont.

## Toponymie
Les formes anciennes Gerbalmont (en 1426), Gerbaulmont (en 1569), Gerbamont (1590) et Gerbaumont (1594) sont attestées, de Gerbald, nom de personne, et montem, « mont », littéralement « le mont de Gerbald ».

## Histoire
Gerbamont faisait partie du ban de Vagney, lequel dépendait du Chapitre de de Remiremont.
La chapelle Saint-Del du village de Gerbamont fut construite en 1716 et a été inscrite sur l'inventaire supplémentaire des monuments historiques par arrêté du 5 avril 1993

## Politique et administration

### Découpage territorial
Par arrêté préfectoral du 15 septembre 2023, la commune est retirée le 1er janvier 2024 de l'arrondissement de Saint-Dié-des-Vosges et rattachée à l'arrondissement d'Épinal.

### Liste des maires
| Période                                  | Période                 | Identité                  | Étiquette | Qualité           |
| ---------------------------------------- | ----------------------- | ------------------------- | --------- | ----------------- |
| Les données manquantes sont à compléter. |                         |                           |           |                   |
|                                          | 1945                    | Léon Claudel              |           |                   |
| Les données manquantes sont à compléter. |                         |                           |           |                   |
| juin 1995                                | mars 2001               | Louis Gravier (1928-2024) | SE        | Cadre             |
| mars 2001                                | mai 2020                | Danielle Poirot           | DVG       | Agricultrice      |
| mai 2020                                 | En cours (au 6/10/2024) | Régis Vaxelaire           |           | Chargé d’affaires |

### Budget et fiscalité 2022

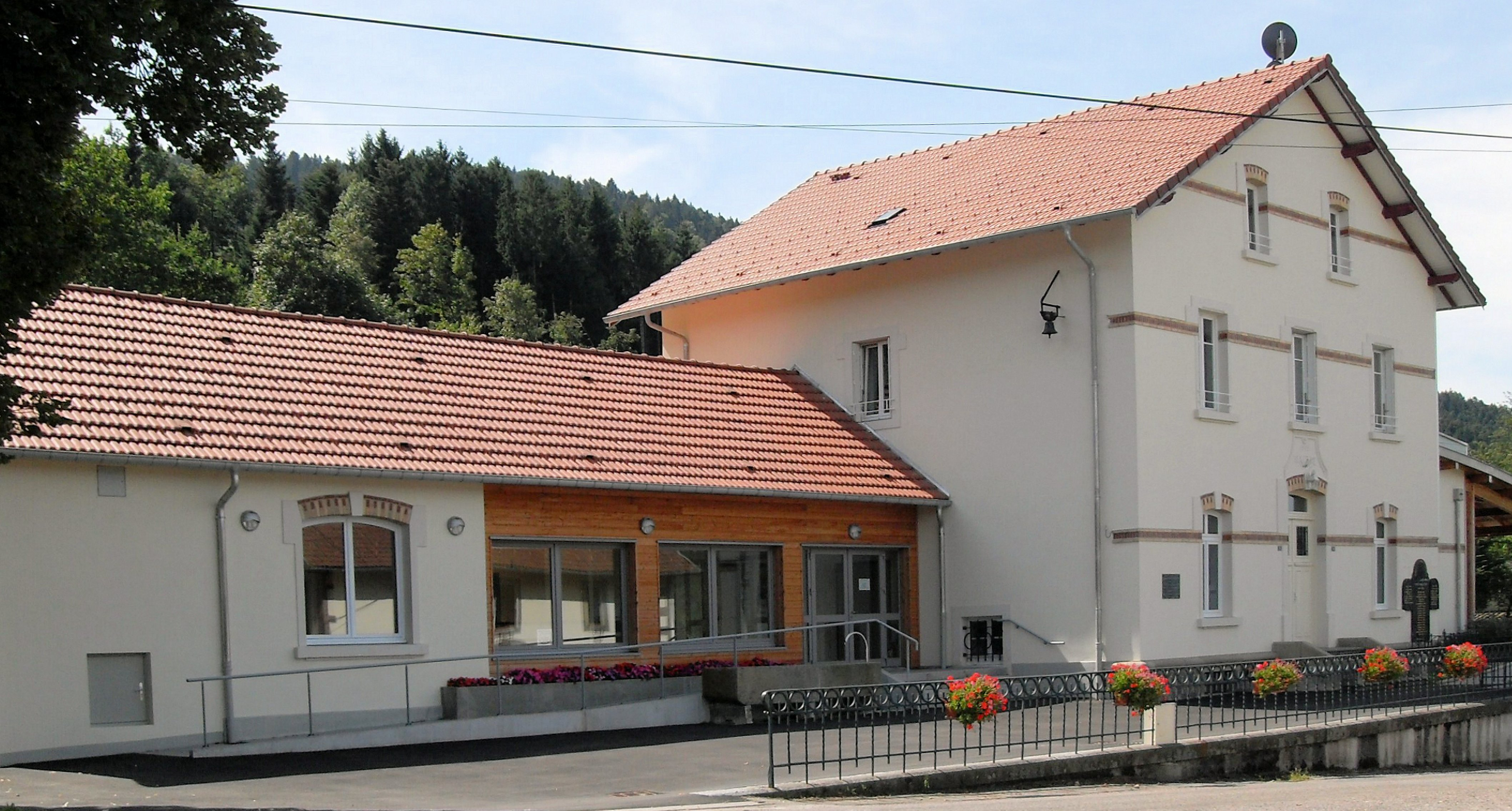
Mairie.

En 2022, le budget de la commune était constitué ainsi :
- total des produits de fonctionnement : 351 000 €, soit 967 € par habitant ;
- total des charges de fonctionnement : 306 000 €, soit 842 € par habitant ;
- total des ressources d'investissement : 113 000 €, soit 310 € par habitant ;
- total des emplois d'investissement : 147 000 €, soit 405 € par habitant ;
- endettement : 258 000 €, soit 711 € par habitant.

Avec les taux de fiscalité suivants :
- taxe d'habitation : 25,83 % ;
- taxe foncière sur les propriétés bâties : 41,52 % ;
- taxe foncière sur les propriétés non bâties : 44,25 % ;
- taxe additionnelle à la taxe foncière sur les propriétés non bâties : 0,00 % ;
- cotisation foncière des entreprises : 0,00 %.

Chiffres clés Revenus et pauvreté des ménages en 2021 : médiane en 2021 du revenu disponible, par unité de consommation : 24 050 €.

## Population et société

### Démographie

#### Évolution démographique
L'évolution du nombre d'habitants est connue à travers les recensements de la population effectués dans la commune depuis 1793. Pour les communes de moins de 10 000 habitants, une enquête de recensement portant sur toute la population est réalisée tous les cinq ans, les populations de référence des années intermédiaires étant quant à elles estimées par interpolation ou extrapolation. Pour la commune, le premier recensement exhaustif entrant dans le cadre du nouveau dispositif a été réalisé en 2004.

En 2022, la commune comptait 353 habitants, en évolution de −3,81 % par rapport à 2016 (Vosges : −2,96 %, France hors Mayotte : +2,11 %).
| 1793 | 1800 | 1806 | 1821 | 1831 | 1836 | 1841 | 1846 | 1856 |
| ---- | ---- | ---- | ---- | ---- | ---- | ---- | ---- | ---- |
| 510  | 492  | 544  | 543  | 573  | 590  | 603  | 568  | 511  |

| 1861 | 1866 | 1876 | 1881 | 1886 | 1891 | 1896 | 1901 | 1906 |
| ---- | ---- | ---- | ---- | ---- | ---- | ---- | ---- | ---- |
| 486  | 481  | 433  | 414  | 378  | 379  | 324  | 320  | 328  |

| 1911 | 1921 | 1926 | 1931 | 1936 | 1946 | 1954 | 1962 | 1968 |
| ---- | ---- | ---- | ---- | ---- | ---- | ---- | ---- | ---- |
| 308  | 268  | 304  | 305  | 323  | 293  | 300  | 276  | 286  |

| 1975 | 1982 | 1990 | 1999 | 2004 | 2006 | 2009 | 2014 | 2019 |
| ---- | ---- | ---- | ---- | ---- | ---- | ---- | ---- | ---- |
| 249  | 238  | 297  | 310  | 319  | 325  | 372  | 368  | 352  |

| 2022 | - | - | - | - | - | - | - | - |
| ---- | - | - | - | - | - | - | - | - |
| 353  | - | - | - | - | - | - | - | - |

## Économie

### Entreprises et commerces

#### Agriculture
- Élevage d'autres bovins et de buffles.
- Élevage de vaches laitières.
- Élevage de volailles.
- Élevage d'autres animaux.

#### Tourisme
- Hébergements et restauration à Gerbamont, Sapois, Rochesson, Vagney.
- Hébergement touristique et autre hébergement de courte durée à Gerbamont.
- Gîtes de France.

#### Commerces
- Commerces et services de proximité.

Atelier de menuiserie aux Plateaux.
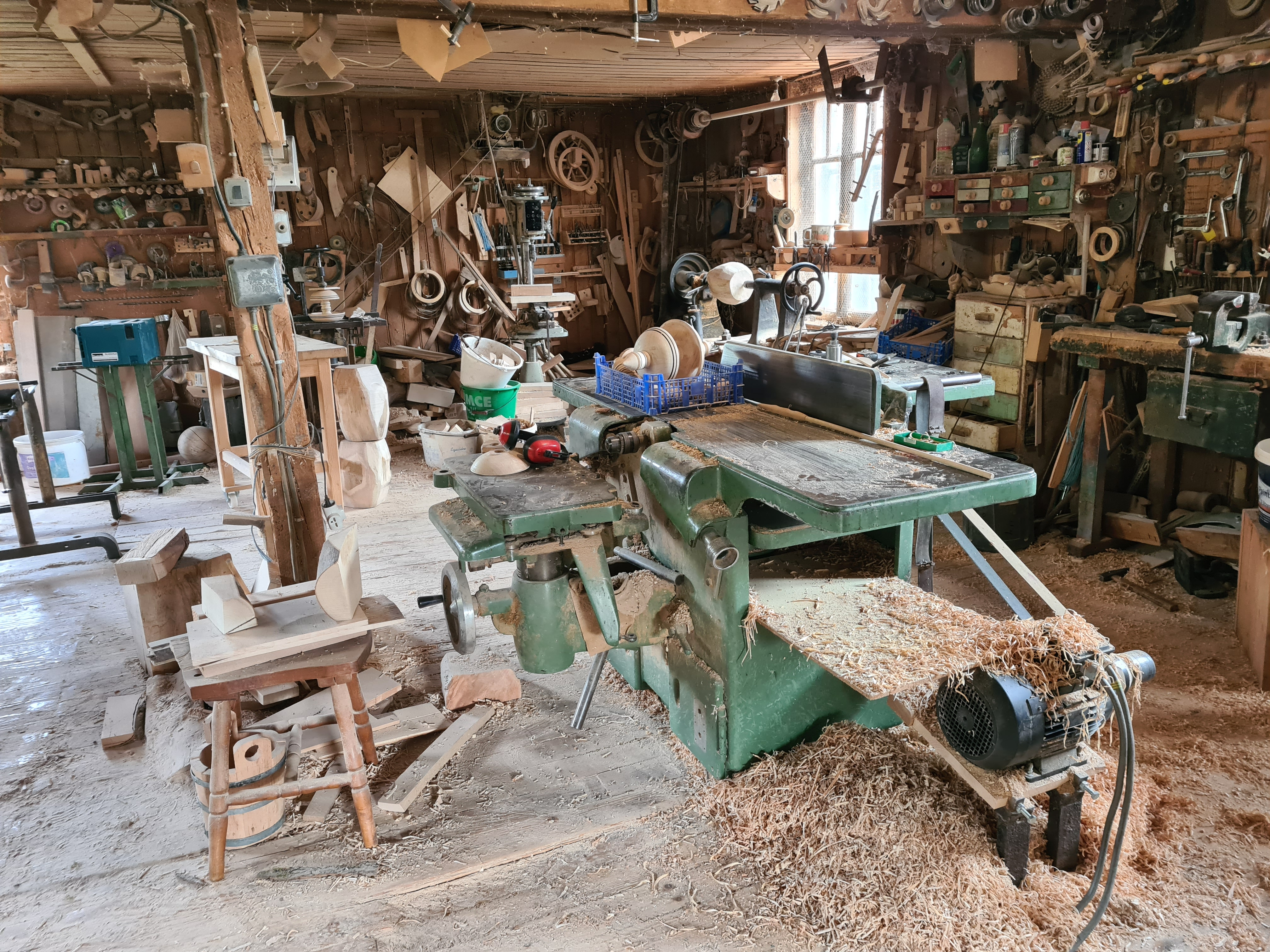
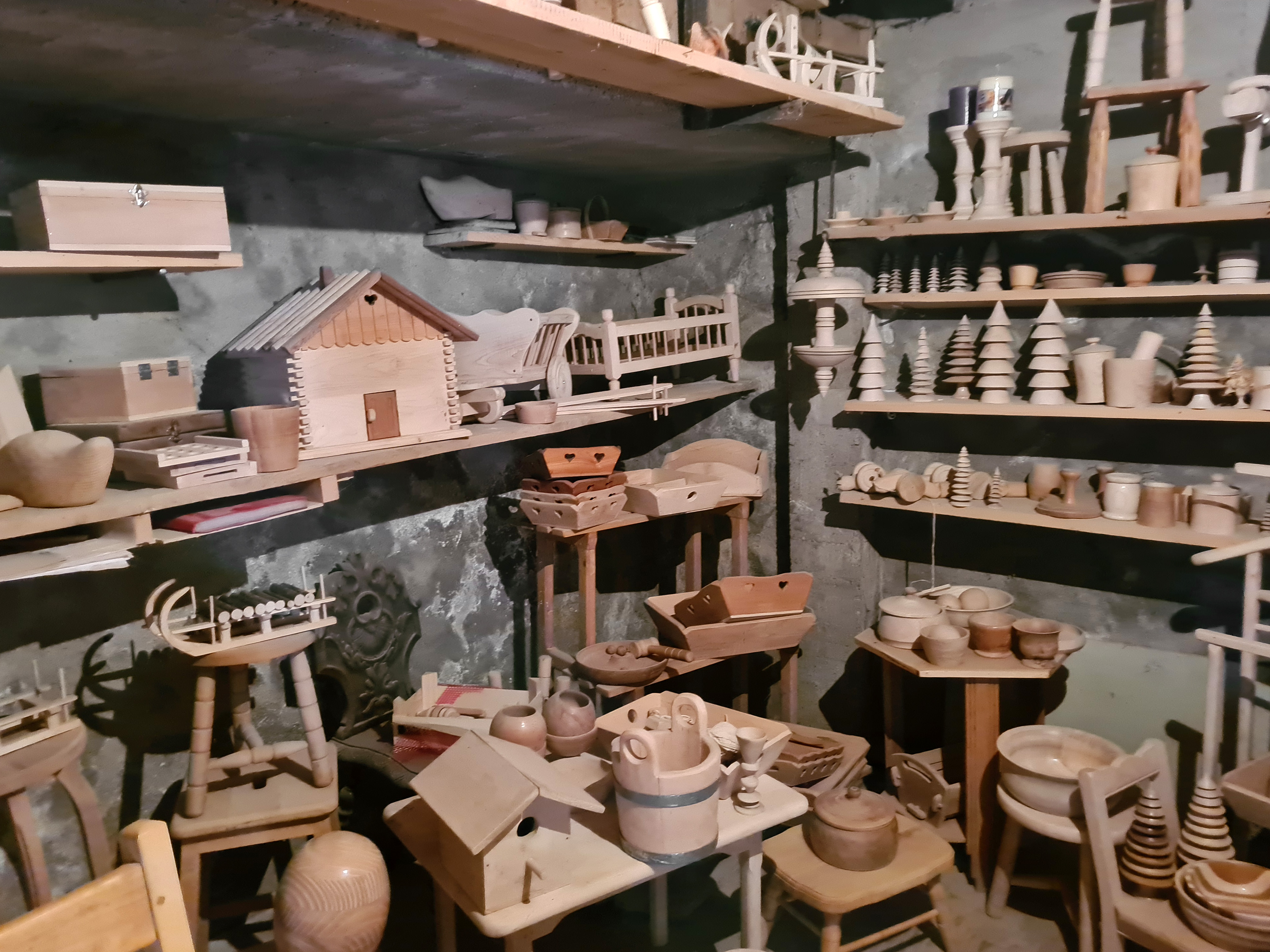

## Culture locale et patrimoine

### Lieux et monuments
- Chute d'eau le Saut du Bouchot.

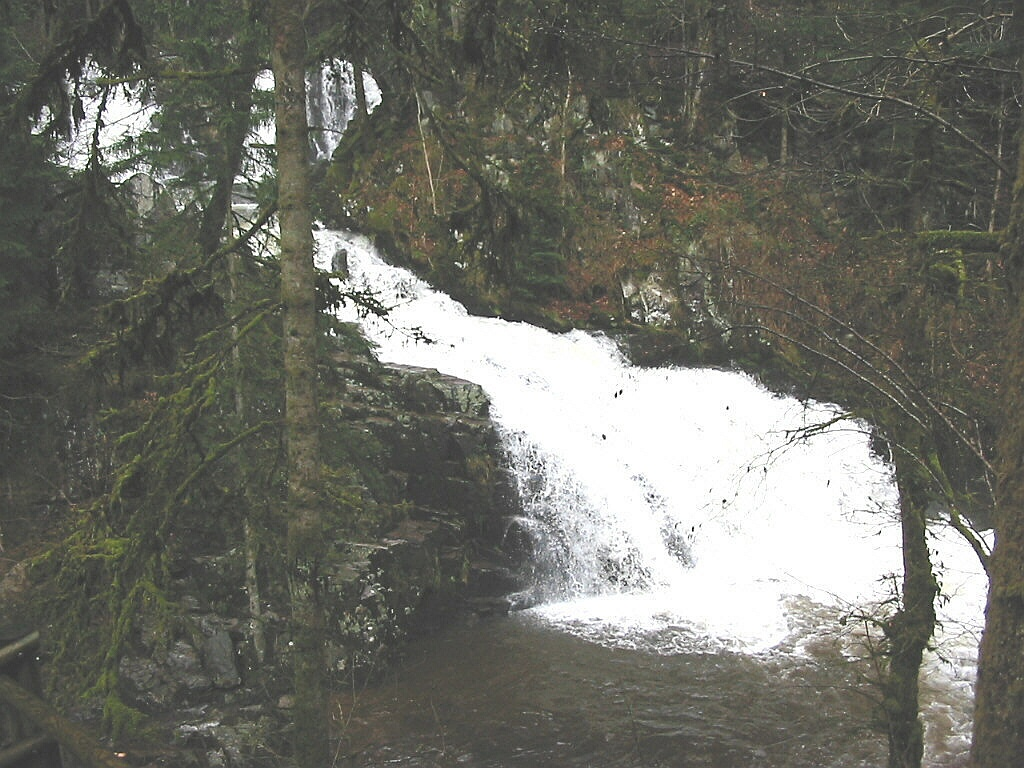
Le Saut du Bouchot.

- Situées au cœur de la forêt sur un plateau, les roches Saint-Jacques sont constituées de poudingues. Ces roches présentent des formes originales avec notamment une cavité dans un rocher appelé « la Bourse ». Non loin de là se trouve une tourbière dans laquelle il est possible d'observer des droseras, petites plantes carnivores.
- La chapelle Saint-Del construite en 1716, dédiée à saint Del[32], fut pendant plus de deux siècles le but d'un petit pèlerinage local. Elle accueille depuis 2009 des manifestations musicales[33].
- Monument aux morts[34] : Conflits commémorés : Guerres 1914-1918 - 1939-1945.

Une association entend perpétuer la mémoire des Goumiers marocains en rappelant le rôle de ces combattants, en particulier lors de la Seconde Guerre mondiale.

### Personnalités liées à la commune
- Saint Del (également saint Deil ou saint Desle) a donné son nom à la chapelle du village. L'autel en granit de la chapelle y renfermerait certaines de ses reliques. Une tradition gerbamontoise consistait à donner aux enfants naissants comme second prénom « Del » suivi du prénom d'un grand-parent. Cet usage n'est quasiment plus suivi aujourd'hui.
- Dominique Pierrat[36] (1820-1893), naturaliste.

### Héraldique
| Blason | Blasonnement : D'argent au mont de sinople chargé d'une gerbe de blé d'or. Commentaires : il s'agit naturellement d'armes parlantes : « Gerbe à mont ». |

## Pour approfondir